# Guido Cavalcanti
Guido Cavalcanti, firenški pesnik, * med 1250 in 1259, Firence, † avgust  1300, Firence.
S svojimi idejami je pomembno vplival na svojega najboljšega prijatelja, Danteja Alighierija. Bil je član toskanskega pesniškega gibanja, znanega kot sladki novi slog. Pisal je balade in soneti. Najpomembnejši njegova pesem je balada I’prego voi che di dolor parlate (Jaz prosim vas, ki govorite o trplenju). Njegove pesme je prevedel v angleščino Ezra Pound.